# 톰 코튼
Request error occurred:

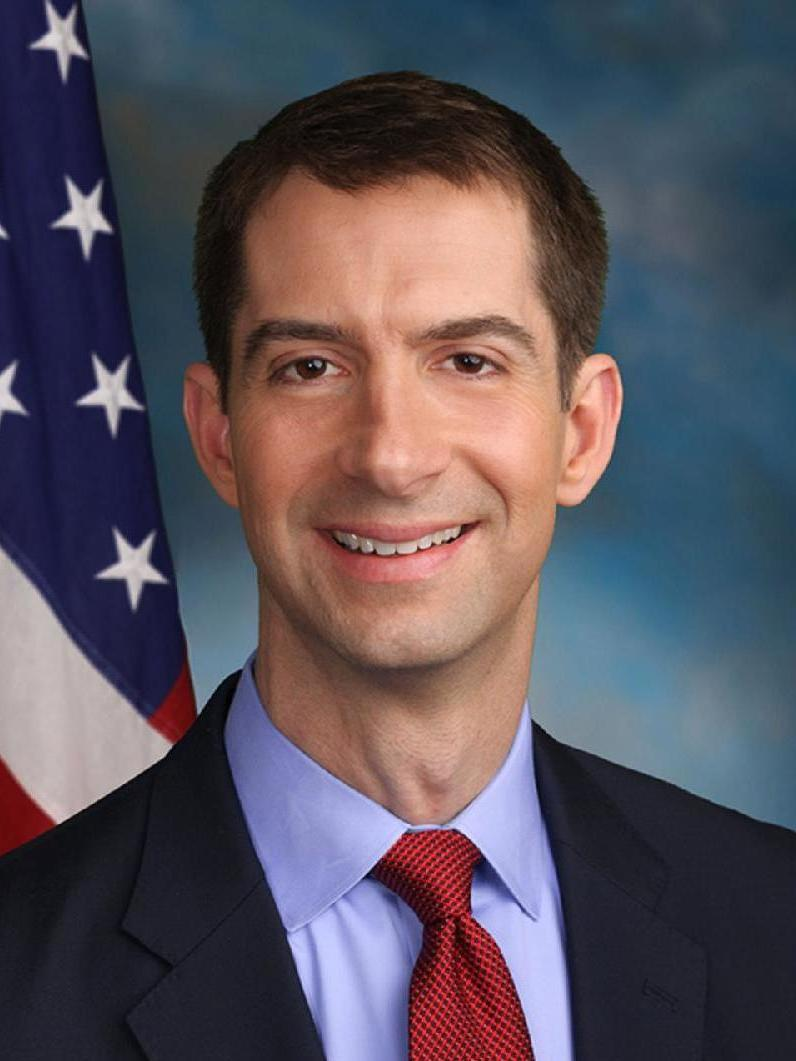
톰 코튼

토머스 브라이언트 "톰" 코튼(영어: Thomas Bryant "Tom" Cotton, 1977년 5월 13일 아칸소주 ~ )은 미국의 정치인이다. 소속 정당은 공화당이다.
1995년부터 1998년까지 하버드 대학교에 재학했으며 2005년부터 2009년까지 미국 육군에서 복무했다. 2013년 1월 3일부터 2015년 1월 3일까지 미국 하원 아칸소주 대표 의원을 역임했다.
2014년에 실시된 미국 중간선거의 아칸소주 대표 미국 상원 의원 선거에서 공화당 후보로 출마하여 당선되었다. 2015년 1월 3일부터 현재까지 미국 상원 아칸소주 대표 의원을 역임하고 있다.

## 역대 선거 결과
| 선거명      | 직책명                      | 대수  | 정당   | 득표율 | 득표수    | 결과 | 당락                   |
| ----------- | --------------------------- | ----- | ------ | ------ | --------- | ---- | ---------------------- |
| 2012년 선거 | 하원의원 (아칸소 제4선거구) | 113대 | 공화당 | 59.53% | 154,149표 | 1위  | 아칸소주 하원의원 당선 |
| 2014년 선거 | 상원의원 (아칸소 제2부)     | 114대 | 공화당 | 56.50% | 478,819표 | 1위  | 아칸소주 상원의원 당선 |
| 2020년 선거 | 상원의원 (아칸소 제2부)     | 117대 | 공화당 | 66.53% | 793,871표 | 1위  | 아칸소주 상원의원 당선 |